# Passion (Rod Stewart)
Passion è un singolo del 1980 del cantante rock britannico Rod Stewart, estratto dall'album Foolish Behaviour, del quale fu il più grande successo.
Il brano raggiunse il 5º posto nella Billboard Hot 100 statunitense ed il 2º posto nelle classifiche canadesi, riscuotendo altresì un discreto successo in numerosi Paesi europei, tra cui Belgio e Svizzera (4º posto), Paesi Bassi (5º posto) e Francia (7º posto). Il singolo occupò inoltre la top 20 in Regno Unito (17º posto).

## Significato
Passion descrive l'ubiquità del sentimento della passione, delineandone l'universalità attraverso la descrizione di molte delle persone, dei luoghi e delle situazioni in cui si può trovare. La passione viene descritta come uno stimolo fondamentale, potente ma pericoloso, e talmente irresistibile da spingere talvolta a varcare i confini dei vincoli d'amore. La portata dirompente del desiderio è evidente nei passaggi di testo in cui l'autore afferma: "Ascoltalo alla radio" e "Leggilo sui giornali".

## Classifiche

### Classifiche settimanali
| Classifica (1980/81)     | Posizione massima |
| ------------------------ | ----------------- |
| Australia                | 16                |
| Austria                  | 14                |
| Belgio (Fiandre)         | 4                 |
| Canada                   | 2                 |
| Francia                  | 7                 |
| Germania                 | 13                |
| Irlanda                  | 16                |
| Italia                   | 14                |
| Nuova Zelanda            | 7                 |
| Paesi Bassi              | 5                 |
| Regno Unito              | 17                |
| Stati Uniti              | 5                 |
| Stati Uniti (dance club) | 14                |
| Sudafrica                | 1                 |
| Svezia                   | 5                 |
| Svizzera                 | 4                 |

### Classifiche di fine anno
| Classifica (1981) | Posizione |
| ----------------- | --------- |
| Canada            | 22        |
| Germania          | 56        |
| Italia            | 50        |
| Stati Uniti       | 38        |
| Sudafrica         | 9         |